# Luigi Lombardi
Luigi Lombardi (Villastrada di Dosolo, 1925 – 2002) was een Italiaans componist, muziekpedagoog en dirigent.

## Levensloop
Lombardi studeerde muziek bij Alexander Brazzi. Hij werd docent voor HaFa-instrumentatie aan het Conservatorio Statale di Musica "Evaristo Felice dall'Abaco" in Verona. Tot zijn leerlingen behoorden Antonio Bardini, Alessio Artoni, Arturo Andreoli, Carlo Bennati en Fabrizio Olioso. In de jaren 1950 was hij als componist en arrangeur verbonden aan de Onda Film maatschappij en schreef muziek voor tv-series en documentaires. Daarvoor ontving hij vijf internationale prijzen.
Van 1956 tot 1960 was hij dirigent van de Corpo Filarmonico "G. Verdi" O.N.L.U.S., Città di Dosolo. Tegelijkertijd richtte hij zowel de jazzband Swing Melody Band als in Mantua het MBS – Mantua Band Studio, een bigband op. Vanaf 1973 is hij dirigent van La Banda dei « 101 » di Fabbrico. Voor zijn inspanningen op het gebied van de muziek heeft hij talrijke onderscheidingen en prijzen ontvangen, bijvoorbeeld in 1989 de gouden medaille van de Premio della "Società Italiana degli Autori e Editori" (SIAE), de Italiaanse auteursrechtsmaatschappij, een zusterorganisatie van de Buma/Stemra of SABAM. Daarna wijdde hij zich fulltime aan de muziekuitgeverij "Gruppo Editoriale Eridiania", die ook de meeste van zijn eigen werken publiceerde.
Hij heeft talrijke werken op zijn naam staan, variërend van liederen tot dansmuziek, van jazz tot werken voor het muziektheater, maar ook werken voor orkest en harmonieorkest.

## Composities

### Werken voor banda (harmonieorkest)
- 1971 Kansas City, mars
- 1971 Liverpool, mars
- 1972 Cincinnati, mars
- 1972 Orleans, dixiemars
- 1973 Catalania, mars
- 1973 Manhattan, Amerikaanse mars
- 1977 California, mars
- 1977 Michigan, mars
- 1981 Alabama, mars
- 1981 Texas, mars
- 1983 Appassionata, mazurka
- 1983 Cartoni animati, polka
- 1983 Ermanos, tango
- 1983 Solo con te, wals
- 1985 Costa Brava, samba
- 1985 Eclipse, Beguine
- 1985 Manila, paso doble
- 1985 Pedrito, Chachacha
- 1989 Notturno romantico
- 1991 Preghiera – Andante mesto
- 1992 Oregon, jazzmars
- 1992 Trumpet in the Night, voor trompet en harmonieorkest
- 1993 Suoni e colori
- 1994 Afrikaan Blues
- Columbus Day, Amerikaanse mars
- Inno di Garibaldi
- La bandiera tricolore
- La bella Gigogin
- Lux, marcia sinfonica
- Marce da sfilata
- Seranata
- Triste melodia
- Viva l'Italia